# المركز العالمي للابتكار الصحي

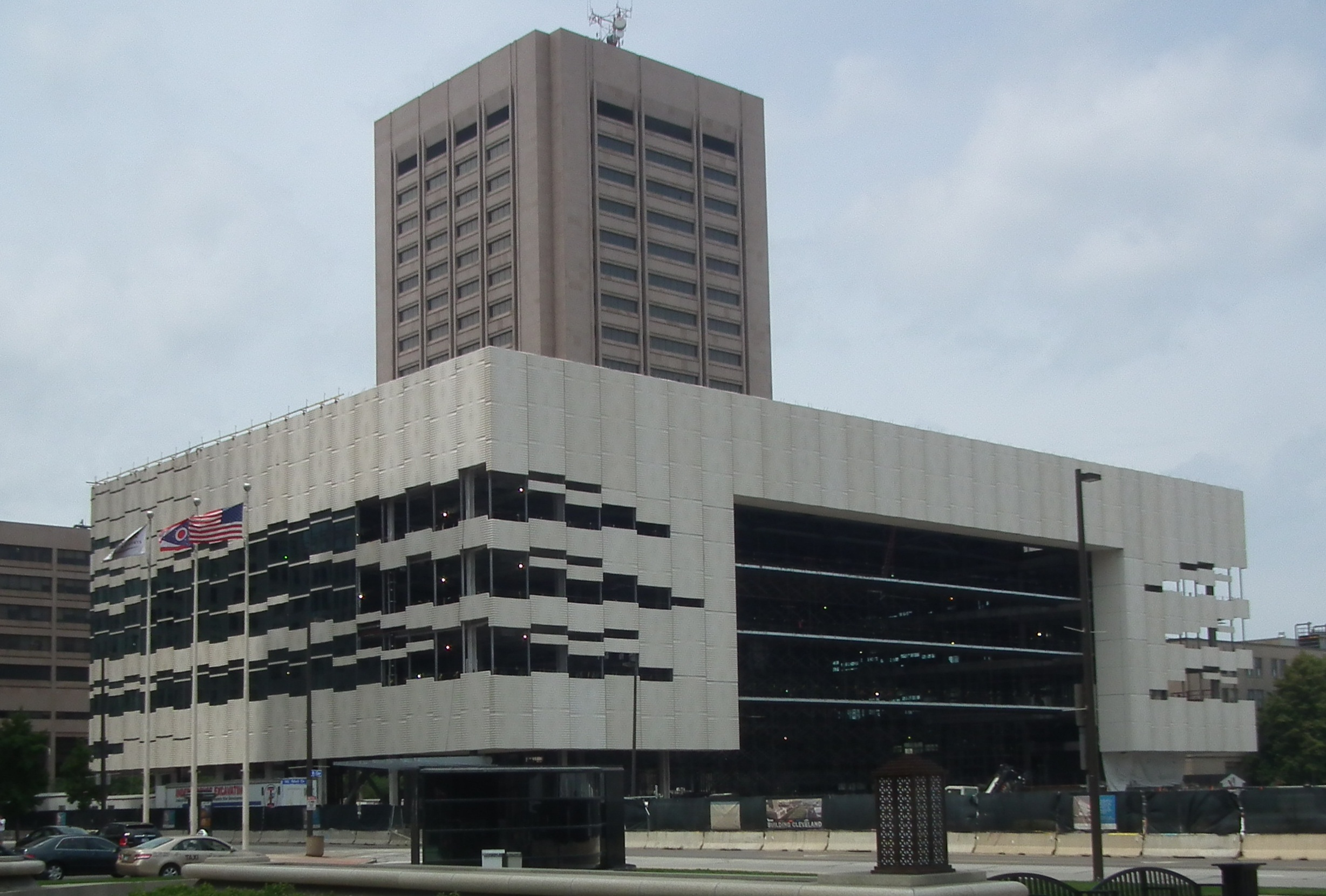
المبنى وهو قيد الإنشاء عام 2012

The المركز العالمي للابتكار الصحي, يعرف أيضًا باسم المركز الصحي، هو شركة محاصة تبلغ ميزانيتها 456 مليون دولار بين مقاطعة كاياهوغا و(MMPI) لبناء صالة عرض دائمة للسلع الطبية والجراحية ولوازم المستشفيات بجانب مركز مؤتمرات جديد في وسط المدينة كليفلاند، أوهايو. وقد بدأ بناء المشروع، الذي يتم تمويله إلى حد كبير بزيادة بنسبة 0.25% على ضريبة المبيعات التي أقرها مفوضو مقاطعة كاياهوغا في عام 2007، في شهر مايو من عام 2011. ، كما يجري على قدم وساق بناء مركز المؤتمرات الطبي المشترك مارت كليفلاند على أرض الحديقة العامة التاريخية مول. ويهدف المشروع إلي الاستفادة من سمعة كليفلاند كمركز طبي من الطراز العالمي عن طريق جلب العروض والاتفاقيات الطبية إلى المدينة. وقد تمت صياغة مفهوم المركز الطبي على غرار مركز البضائع في شيكاغو، وستتولى شركة إم إم بي أي (MMPI) إدارة المركز، وهي نفس الشركة التي تدير مركز البضائع.